# ألفيانو ناتا
ألفيانو ناتا (بالإيطالية: Alfiano Natta)‏ هي بلدية في مقاطعة ألساندريا في إقليم بييمونتي في إيطاليا.

## السكان
في سنة 1861 بلغ عدد السكان 1٬877 نسمة، وتطور العدد ليصل في سنة 2011 لـ 754 نسمة.
يظهر هذا المخطط البياني تطور النمو السكاني لـ ألفيانو ناتا